# 7065 Фредшааф
(7065) 1992 PU2 (1992 PU2, 1949 GO, 1974 TZ, 1977 JX, 1979 YL4, 1985 BC2, 1986 GT) — астероїд головного поясу, відкритий 2 серпня 1992 року.
Тіссеранів параметр щодо Юпітера — 3,320.